# Andrea Peron (1988)
Andrea Peron (Borgoricco, 28 oktober 1988) is een Italiaans wielrenner die anno 2018 rijdt voor Team Novo Nordisk. Net als de rest van die ploeg lijdt hij aan diabetes mellitus.

## Carrière
Toen Peron zestien jaar was werd hij gediagnosticeerd met suikerziekte. In 2013 tekende hij een profcontract bij Team Novo Nordisk. In zijn eerste seizoen bij de ploeg wist hij een aantal top tien plaatsen te behalen, waaronder twee derde plaatsen in de Ronde van China I.

## Overwinningen
2022
Grote Prijs van Kranj
2023
Puntenklassement Ronde van de Mirabelle

## Resultaten in voornaamste wedstrijden
| Jaar | Milaan-San Remo | Parijs-Tours |
| ---- | --------------- | ------------ |
| 2015 | opgave          | opgave       |
| 2016 | opgave          |              |
| 2017 |                 |              |
| 2018 | 118e            |              |
| 2019 | 161e            |              |
| 2020 |                 | 78e          |
| 2021 | 168e            |              |

## Ploegen
- 2013 –  Team Novo Nordisk
- 2014 –  Team Novo Nordisk
- 2015 –  Team Novo Nordisk
- 2016 –  Team Novo Nordisk
- 2017 –  Team Novo Nordisk
- 2018 –  Team Novo Nordisk
- 2019 –  Team Novo Nordisk
- 2020 –  Team Novo Nordisk
- 2021 –  Team Novo Nordisk
- 2022 –  Team Novo Nordisk
- 2023 –  Team Novo Nordisk
- 2024 –  Team Novo Nordisk
- 2025 –  Team Novo Nordisk

Ambrose · Cherhal · Clancy · Cremers · De Mesmaeker · Dilley · Glasspool · Henttala · de Keijzer · Lefrançois · Lozano · Mejías · Peron · Planet · Raeymaekers · Strobel · Verschoor · Williams · Kamstra (stagiair)
Ambrose · Benhamouda · Cherhal · Clancy · Cremers · De Mesmaeker · Dilley · Glasspool · Henttala · Kamstra · de Keijzer · Lefrançois · Lozano · Mejías · Peron · Planet · Verschoor · Williams · van IJzendoorn (stagiair) · Valognes (stagiair)
Benhamouda · Calabria · Cherhal · Clancy · Gioux · Henttala · van IJzendoorn · Kamstra · de Keijzer · Lozano · McClure · Mejías · Peron · Planet · Poli · Valognes · Verschoor · Williams · Brand (stagiair)
Benhamouda · Brand · Calabria · Clancy · Gioux · Henttala · van IJzendoorn · Kamstra · Lozano · McClure · Mini · Peron · Planet · Poli · Valognes · Williams
Beadle · Benhamouda · Brand · Ceurens · Clancy · Dauge · de Keijzer · Dunnewind · Henttala · Irvine · Kopecký · Kusztor · Lozano · Peron · Phippen · Planet · Poli · Ridolfo
Beadle · Brand · Ceurens (tot 24/5) · Clancy · Dauge · De Graeve (vanaf 7/6) · de Keijzer · Dunnewind · Henttala · Irvine · Kopecký · Kusztor · Lozano · Peron · Phippen · Planet · Poli · Ridolfo · Saidov
Beadle · Brand · Clancy · Dauge · De Graeve · de Keijzer · Dunnewind · Irvine · Kopecký · Kusztor · Lozano · Percrule · Peron · Perracchione · Phippen · Planet · Polga · Poli · Ridolfo · Smith